# Uwe Droese
Jens-Uwe Droese (* 1965 in Bielefeld) ist ein deutscher Politiker (FDP). Er war 2006 kurzzeitig Mitglied im Landtag Sachsen-Anhalt.

## Leben
Uwe Droese machte eine Berufsausbildung zum Bankkaufmann und Weiterbildungen zum Immobilienwirt (VWA) und zum Fachwirt der Grundstücks- und Wohnungswirtschaft und arbeitete als Geschäftsführer eines Unternehmens der Immobilienwirtschaft.
Er wurde bei der Landtagswahl in Sachsen-Anhalt 2002 nicht in den Landtag gewählt, rückte aber am 1. Januar 2006 über die Landesliste für Wolfgang Rauls in den Landtag nach. Bei den Landtagswahlen 2006 und 2011 kandidierte er im Landtagswahlkreis Naumburg, ohne jedoch in den Landtag einzuziehen.